# Église du Christ-Roi de Fey
Pour les articles homonymes, voir Église du Christ-Roi.
L'église du Christ-Roi de Fey est une église, orientée d'est en ouest, construite entre 1947 et 1950 pour remplacer l'ancienne chapelle de la Martenette. Elle est dédiée au Christ-Roi et sa fête patronale se déroule à la fin du mois de novembre, qui marque également le début de l'année liturgique. À l'origine, l'église de Fey faisait partie de la paroisse Saint-Léger de Nendaz qui aujourd'hui fait partie de la paroisse du secteur de Nendaz, Les Agettes, Salins, Veysonnaz.
La structure extérieure de l'église est constituée de pierre de tuf. Son clocher est surplombé par deux arches qui se recoupent et forme un dôme, surmonté d'une croix. Sa façade Est accueille une statue de la Vierge Marie au-dessus de son entrée principale.
La bénédiction de l'église eut lieu le 18 octobre 1953 et fut la troisième consécration en quatre mois dans la paroisse de Nendaz.

## Son bienfaiteur, Symphorien Maytain (1866-1951)

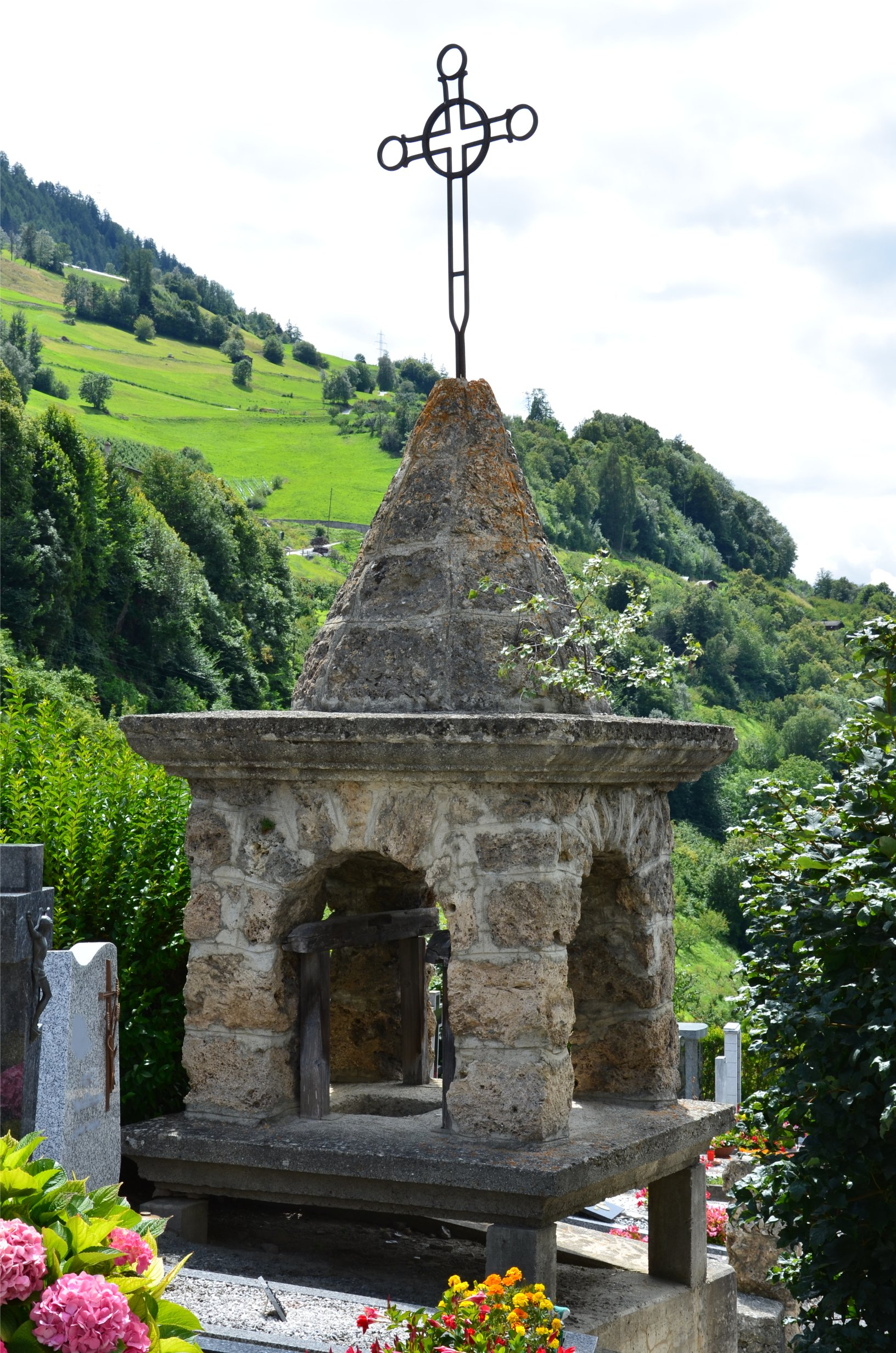
Clocher de l'ancienne chapelle de la Martenette

Symphorien Maytain (1866-1951), originaire de Fey et entrepreneur résidant à Sion, promit au curé Martin Luyet (1905-1978) un don de 100 000 francs pour l'édification d'une église dans le village pour remplacer la vieille chapelle de la Martenette, dont l'ancien clocher trône à l'entrée de l'actuel cimetière. Cette promesse initia le projet de construction.
Célibataire aisé, Symphorien Maytain fut généreux envers son pays natal. En effet, il est également à l'origine de la chapelle des Rairettes à Haute-Nendaz (consacrée le 15 août 1930 et dédiée à l'Assomption de la Vierge Marie), de la Caisse Maladie de Nendaz et de la Caisse d'assurance du bétail.

## Son architecte, Lucien Praz (1883-1947)
Lucien Praz (1883-1947) de Valentin, originaire de Haute-Nendaz, dû, à la suite d'un accident de travail, réorienter sa carrière professionnelle, ce qui le conduisit à des études d'architecte au Technicum de Fribourg (Suisse). Il s'ensuit un brillant parcours de bâtisseur et de professeur de dessin au Collège de Sion.
« Très connu en Valais, il a marqué de son empreinte l'architecture religieuse de son temps. Beaucoup d'églises portent sa griffe ; au rang des plus belles : Chamoson, Savièse, Fully, Montana-Village, Haute-Nendaz. On lui reconnaît un style personnel facilement identifiable : une volumétrie parallélipédique plutôt basse, l'emploi du tuf, le toit à deux pans. »
Lucien Praz dessina sur mandat de Symphorien Maytain les plans pour l'église et la cure de Fey.
Après quelques problèmes liés au terrain (fondations plus profondes que prévu du côté de la Goète), les plans ont dû être réadaptés (abandon des deux imposantes rampes d'escalier côté Vallée du Rhône) et l'orientation de l'église repensée.
À la suite du décès de Lucien, son fils Franz reprit le chantier paternel et le conduisit à son terme.

## Préparation et transport des matériaux
- Le bois : Les sapins et mélèzes, offerts par la Bourgeoisie de Nendaz, proviennent de « derrière la Meudonna ». Après un séchage de plus de quatre ans, ces conifères servirent à l'édification de la toiture ainsi que la confection des bancs.
- Le tuf : La pierre provient de la carrière de Denis Délèze (1901-1965) qui se trouve au lieu-dit Le Broccard, après le passage du torrent du Bisse-Vieux, à l'emplacement de la route actuelle des Condémines. Après avoir épuisé le filon, le propriétaire recouvrit la carrière de terre et y planta des abricotiers. L’Énergie Ouest Suisse (EOS), actuel Alpiq, fut sollicitée pour l'installation d'une benne et d'un câble pour descendre une partie des pierres sur le chantier de l'église. Le restant fut transporté par des chars tirés par des mulets.
- Le sable : La sablière de Damien Mariéthoz fournit le sable qui fut lavé au torrent du Bisse-Vieux, au lieu-dit La Crête à Beney. Son transport s'effectua avec chars et mulets, et quelques camions.
- L'adjudication: le gros œuvre fut attribué à Innocent Rossini (1903-1973), entrepreneur à Aproz.
- Les kermesses : Afin de compléter le don de Symphorien Maytain, quatre kermesses furent organisées par deux fois sur l'emplacement de l'église, une autre à la Goète et la dernière à Mora, à l'entrée de la forêt.
- Le curé Martin Luyet (1905-1978) : « Si la paroisse de Fey doit beaucoup à Symphorien, elle doit tout autant à Martin Luyet, son pasteur d'âmes. Très polyvalent et ne craignant pas l'effort, il mettait la main à tout. À titre d'exemple, plus des trois-quarts de la toiture ont été posés par lui » relève un habitant du village. Ainsi, en plus d'être le curé de la grande Paroisse de Nendaz et prêtre-ouvrier à Fey, il sut, entre autres : convaincre les gens, trouver les fonds nécessaires pour cette entreprise et arranger les différents conflits.

## L'intérieur

### Les stations du Chemin de Croix

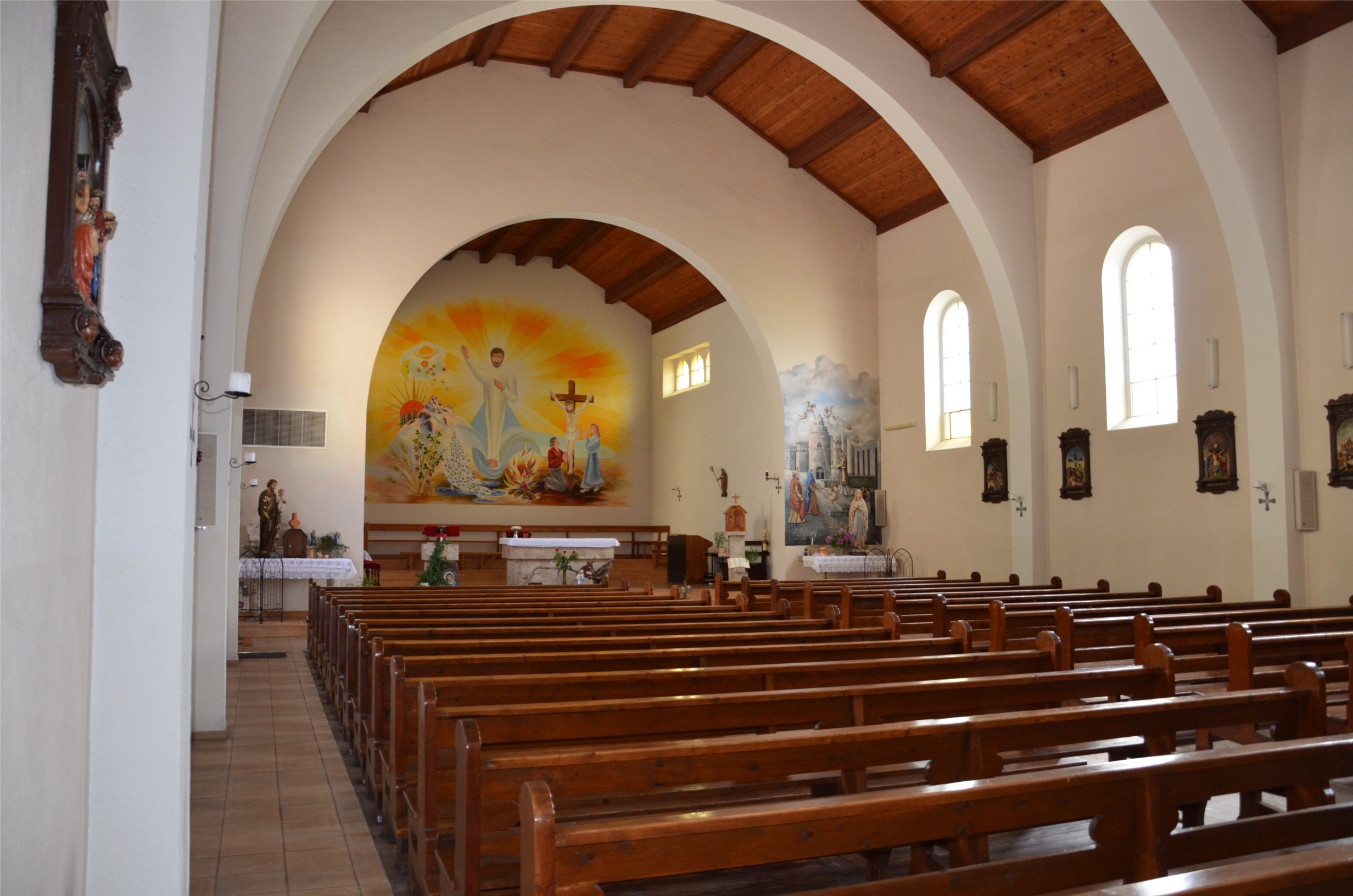
Intérieur de l'église

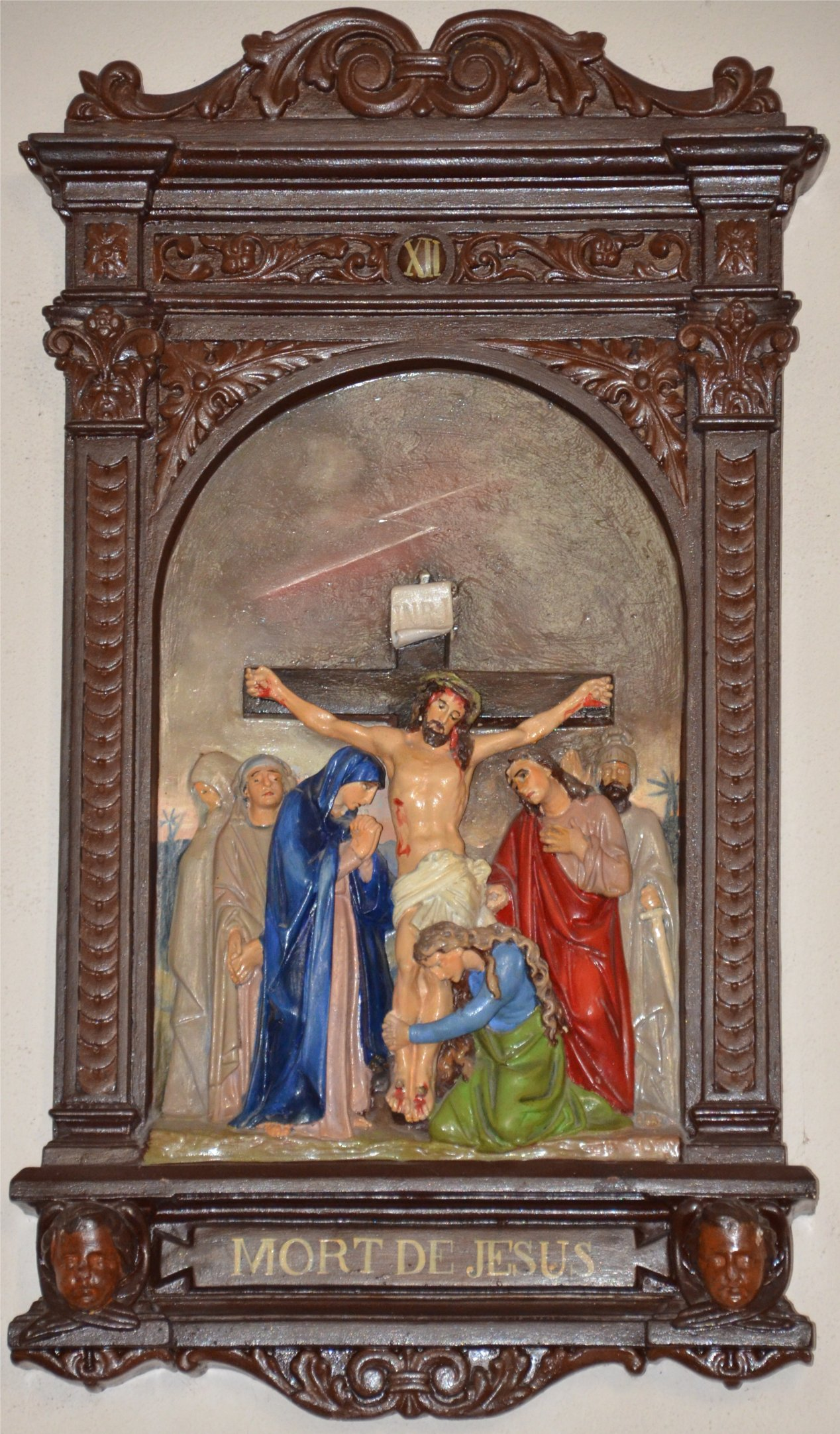
Douzième station du Chemin de Croix

Les quatorze stations du Chemin de Croix se trouvent réparties de chaque côté de la nef. Elles sont réalisées en tôles embouties et peintes, imitant le bois.

### Peintures murales
La première fresque du chœur fut peinte par Firmin Fournier (1924-1988), natif de Basse-Nendaz, qui était achevée lors de la consécration de l'église, le 18 octobre 1953. Elle représentait le Christ en croix sur un calvaire aride et caillouteux. D'un côté de la peinture, au loin, se dessinait Jérusalem, de l'autre, la nouvelle église de Fey. Une inscription la surplombait : « Dieu triomphe par la Croix ». Malheureusement, cette première fresque ne résista pas à l'humidité qui suinta au travers du tuf poreux. Après avoir apporté les modifications nécessaires sur le mur du chœur, Firmin Fournier déclina l'offre d'un nouvel ouvrage.

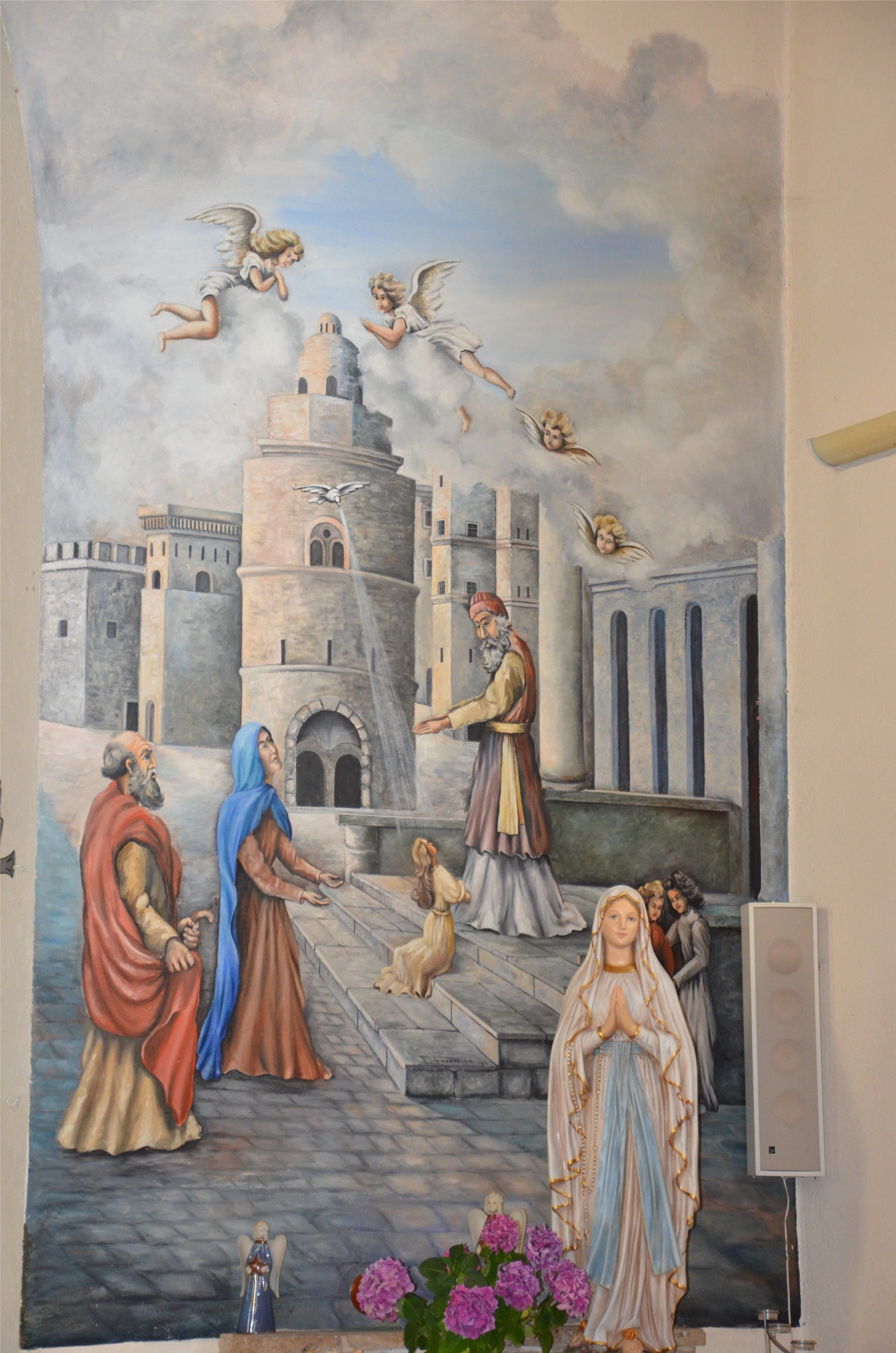
Fresque de la Vierge au temple

De la première fresque de Firmin Fournier, subsiste encore la Vierge au temple qui fut peinte sur la surface au-dessus du tabernacle. Les quatre personnages principaux représentent Anne et Joachim offrant Myriam (Marie), leur enfant, pour la consacrer au Seigneur. Apercevant la fillette agenouillée sur les marches de l'édifice sacré, le Ministre du Temple ignore sans doute qu'il accueille une âme choyée de Dieu appelée à devenir la Mère du Messie. La colombe représente l'Esprit Saint.

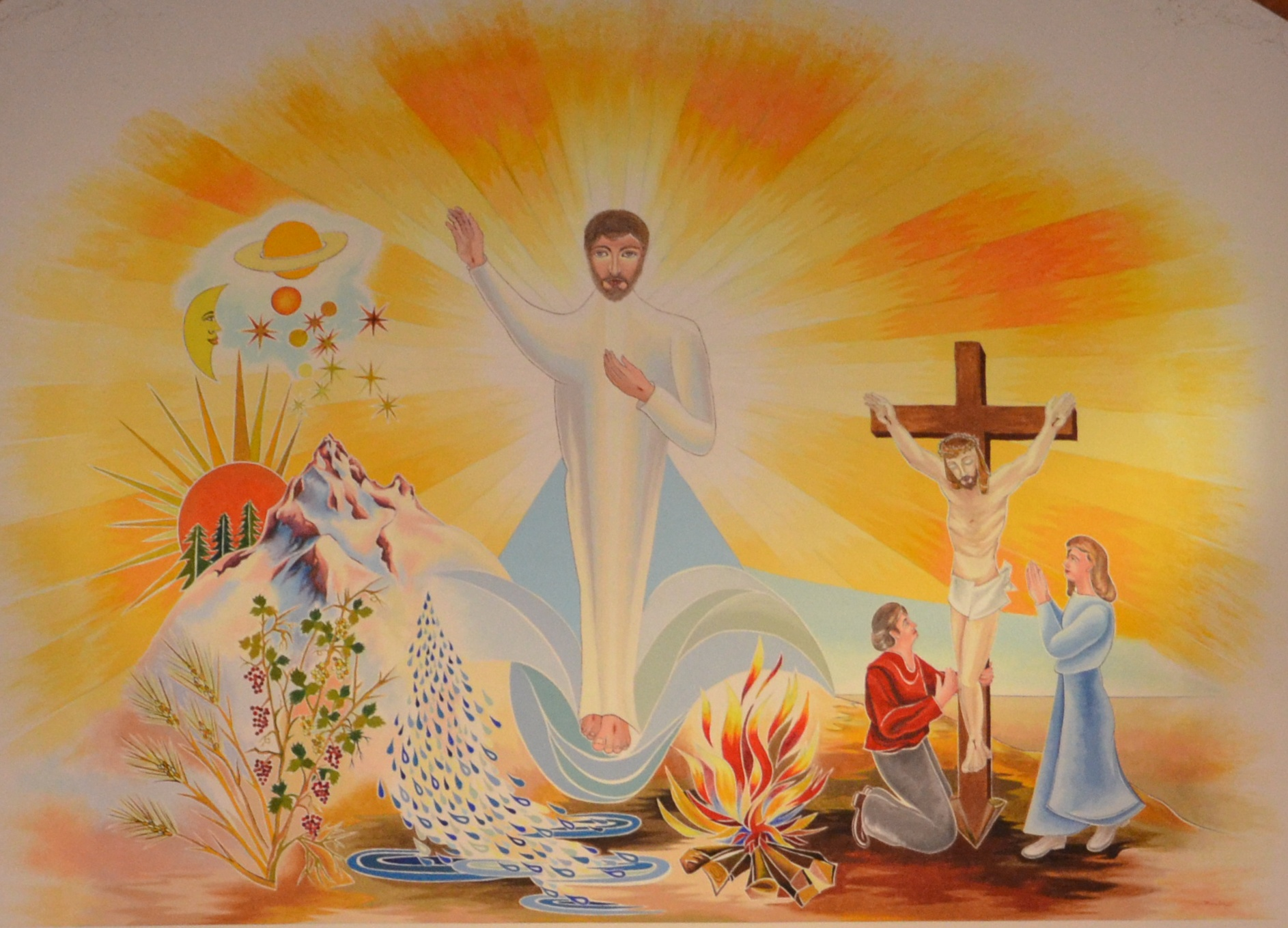
Fresque de la Semaine sainte

C'est Francis Michelet (*1938) qui reprendra le flambeau pour renouveler la fresque. Le thème de la peinture lui est suggéré par un prêtre belge exerçant régulièrement un ministère paroissial de vacancier à Nendaz : la Semaine sainte.

« Le Jeudi saint, assorti de l'institution de l'Eucharistie, je l'ai illustré par les épis de blé et les ceps de vignes. Quant au Vendredi saint, pour commémorer la Passion, j'ai peint un Calvaire très dépouillé où Marie est en compassion avec Jean. Du Samedi saint, j'ai retenu l'eau, symbole du baptême et le feu nouveau victorieux des ténèbres. Pâques m'a inspiré un Ressuscité rayonnant dans une mandorle de gloire, triomphant du mal et de la mort. » témoignera Francis Michelet dans l'ouvrage de Jean-Claude et Lydie Michelet-Mariéthoz (cf. Références). À la question de la signification de la présence du rocher sur la fresque, il répond : « Mon idée? Il existe à Fey un Club de montagne. Ce rocher, je l'ai voulu comme un clin d'œil en direction de cette jeunesse [...] ».

## Les cloches

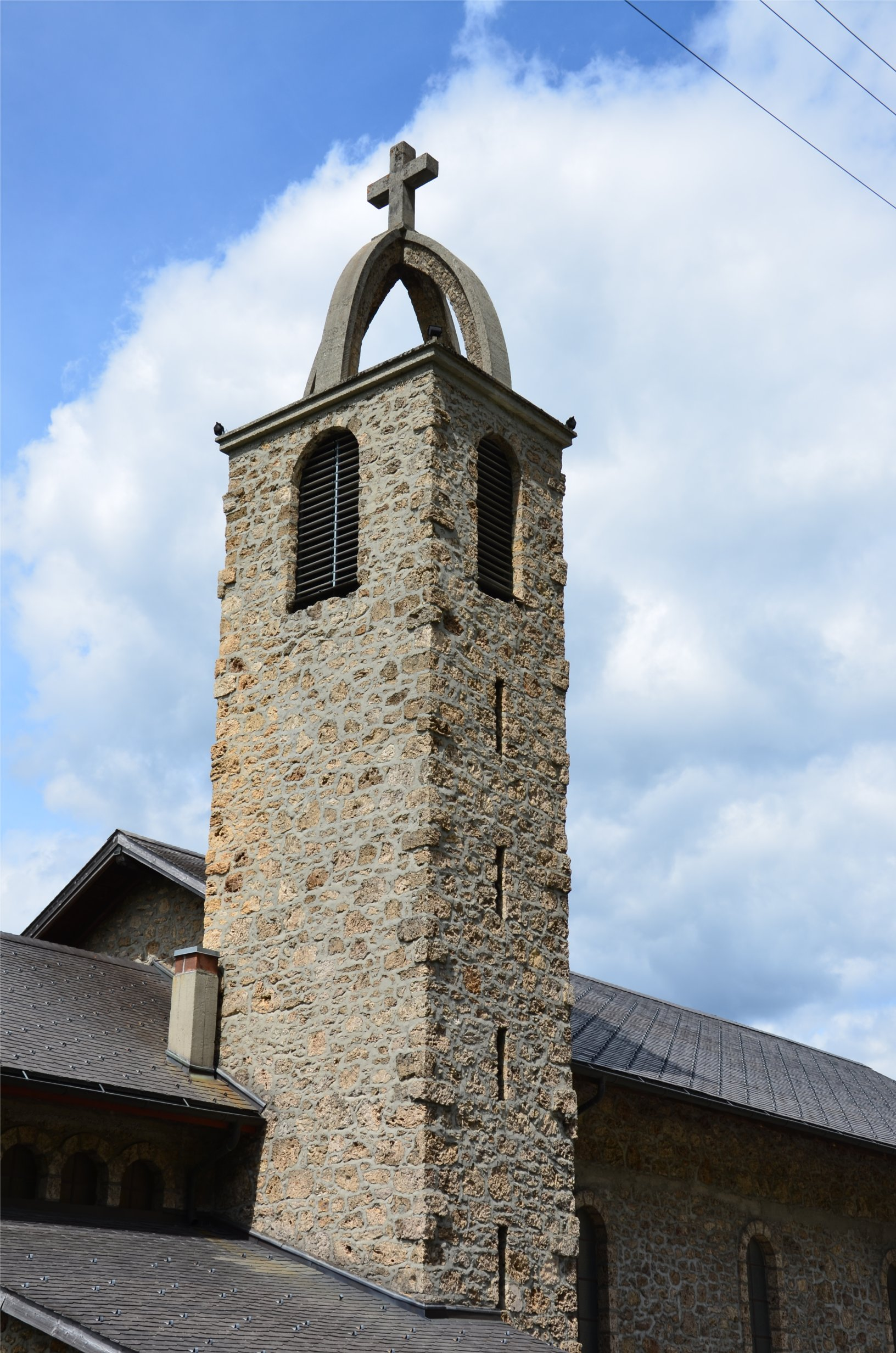
Clocher de l'église

Les cinq cloches ont été bénies par Mgr Victor Bieler, le 22 juillet 1951. Sitôt après leur bénédiction, elles furent hissées au clocher à la corde, par la communauté rassemblée.
| Note | Poids  | Nom                       | Parrain et Marraine                                                                                            |
| ---- | ------ | ------------------------- | --- |
| la   | 470 kg | Marie-Catherine-Elisabeth | Symphorien Maytain et Elisabeth Gillioz née Maytain                                                            |
| do   | 270 kg | Julia                     | Jules Lathion et son épouse Augustine née Délèze, en souvenir de leur fille Julia décédée à l'âge de 23 ans    |
| ré   | 200 kg | Françoise-Louisa          | François Maytain, colonel, et son épouse Louisa née Gross                                                      |
| mi   | 140 kg | Marie-Marguerite          | La famille de Joseph Blanc, en souvenir des parents défunts (représenté par Ami Blanc et son épouse Théophita) |
| sol  | 80 kg  | Marie-Hélène              | Jean-Jacques Devènes et son épouse Marie-Légère née Bornet                                                     |

La cinquième cloche (sol), datant de 1886, provient de l'ancienne chapelle de la Martenette et a été refondue pour l'église de Fey par les soins des descendants des parrain et marraine.